# Jantina Tammes
 (juin 2024).
Jantina « Tine » Tammes (née le 23 juin 1871 et décédée le 20 septembre 1947) était une botaniste et généticienne néerlandaise et le premier professeur de génétique aux Pays-Bas.

## Jeunesse et éducation
Tammes est née le 23 juin 1871 à Groningue aux Pays-Bas. Elle était la fille du fabricant de cacao Beerend Tammes et de Swaantje Pot. Elle avait une sœur et quatre frères, et était la tante de l'avocat international Arnold Tammes (nl) et du botaniste Pieter Merkus Lambertus Tammes, homonyme du problème de Tammes en mathématiques.
Après avoir obtenu son diplôme du lycée pour filles de Groningue et avoir suivi des cours particuliers de mathématiques, de physique et de chimie, elle s'inscrit à l'université de Groningue en 1890, avec seulement onze étudiantes. Elle est autorisée à assister aux cours mais pas à passer les examens, bien qu'elle obtienne un diplôme d'enseignante.

## Carrière de chercheuse
En 1897, Tammes fut nommée assistante de Jan Willem Moll (en), professeur de botanique à l'université de Groningue. Grâce à son intermédiaire, elle fut invitée en 1898 à passer plusieurs mois à faire des recherches dans le laboratoire d'Hugo de Vries, qui venait d'être nommé professeur adjoint de physiologie végétale à la nouvelle université d'Amsterdam. Elle y fut exposée aux questions de variabilité, d'évolution et de génétique. En 1901, elle fut la première femme aux Pays-Bas à recevoir une bourse du Fonds Buitenzorg pour mener des recherches botaniques à Java, l'une des rares à y parvenir sans être doctorante. Cependant, sa mauvaise santé l'empêcha de se rendre en Extrême-Orient et Moll lui offrit à la place une place non rémunérée dans son laboratoire.
Au cours de la décennie suivante, Tammes publia plusieurs ouvrages influents. Dans Die Periodicität morphologischer Erscheinungen bei den Pflanzen (La fréquence des phénomènes morphologiques chez les plantes en français), elle fut l'une des premières scientifiques néerlandaises à rendre compte de la variabilité, de l'évolution et de la génétique. Puis, en 1907, elle publia Der Flachsstengel : Eine statistisch-anatomische Monographie (La tige de lin : une monographie anatomique statistique en français) qui utilisait les statistiques et la théorie des probabilités pour faire la lumière sur l'héritage des traits génétiques du lin.
En 1911, Tammes reçut un doctorat honorifique en zoologie et en botanique. À partir d'avril 1912, elle remplace Moll à la tête de la microscopie pratique. En 1919, elle fut nommée professeur extraordinaire de variabilité et de génétique, première professeure aux Pays-Bas dans ce domaine de recherche.
De 1932 à 1943, Tammes fut rédactrice en chef de la revue Genetica (en). Elle était également active au sein de l'Association néerlandaise des femmes dans l'enseignement supérieur (Vereniging van Vrouwen met Hogere Opleiding ou VVAO) et une opposante déclarée au principe de l'eugénisme. Tammes mourut à Groningue en 1947.

## Éponymie
Tammes est l’abréviation botanique standard de Jantina Tammes.
Consulter la liste des abréviations d'auteur en botanique ou la liste des plantes assignées à cet auteur par l'IPNI, la liste des champignons assignés par MycoBank, la liste des algues assignées par l'AlgaeBase et la liste des fossiles assignés à cet auteur par l'IFPNI.